# Campeonato de los Cuatro Continentes de Patinaje Artístico sobre Hielo de 2002
El IV Campeonato de los Cuatro Continentes de Patinaje Artístico sobre Hielo se realizó en Jeonju (Corea del Sur) entre el 24 y el 27 de enero de 2002. Fue organizado por la Unión Internacional de Patinaje sobre Hielo (ISU) y la Unión Coreana de Patinaje sobre Hielo.
Participaron en total 102 patinadores de 13 países.

## Resultados

### Masculino
| Puesto | Nombre         | País   | Puntos |
| ------ | -------------- | ------ | ------ |
| Oro    | Jeffrey Buttle | Canadá | 3,0    |
| Plata  | Takeshi Honda  | Japón  | 3,5    |
| Bronce | Song Gao       | China  | 5,0    |

### Femenino
| Puesto | Nombre          | País           | Puntos |
| ------ | --------------- | -------------- | ------ |
| Oro    | Jennifer Kirk   | Estados Unidos | 2,5    |
| Plata  | Shizuka Arakawa | Japón          | 3,0    |
| Bronce | Yoshie Onda     | Japón          | 3,5    |

### Parejas
| Puesto | Nombre                               | País   | Puntos |
| ------ | ------------------------------------ | ------ | ------ |
| Oro    | Qing Pang / Jian Tong                | China  | 1,5    |
| Plata  | Anabelle Langlois / Patrice Archetto | Canadá | 3,0    |
| Bronce | Dan Zhang / Hao Zhang                | China  | 5,0    |

### Danza en hielo
| Puesto | Nombre                          | País           | Puntos |
| ------ | ------------------------------- | -------------- | ------ |
| Oro    | Naomi Lang / Peter Tchernyshev  | Estados Unidos | 2,0    |
| Plata  | Tanith Belbin / Benjamin Agosto | Estados Unidos | 4,0    |
| Bronce | Megan Wing / Aaron Lowe         | Canadá         | 6,0    |

## Medallero
| Núm. | País           | Oro | Plata | Bronce | Total |
| ---- | -------------- | --- | ----- | ------ | ----- |
| 1    | Estados Unidos | 2   | 1     | 0      | 3     |
| 2    | Canadá         | 1   | 1     | 1      | 3     |
| 3    | China          | 1   | 0     | 2      | 3     |
| 4    | Japón          | 0   | 2     | 1      | 3     |

- Datos: Q2679580